# كينو ديلورغي
كينو ديلورغي هو لاعب كرة قدم بلجيكي في مركز الدفاع، ولد في 5 يناير 1998 في هاسلت في بلجيكا. لعب مع دينامو بوخارست ونادي جينك ونادي دوردريخت.

## وصلات خارجية
- كينو ديلورغي على موقع الاتحاد البلجيكي (الإنجليزية)
- كينو ديلورغي على موقع قاعدة بيانات كرة القدم.إي يو (الإنجليزية)
- كينو ديلورغي على موقع Soccerway.com (الإنجليزية)